# Yves Beneyton
Yves Beneyton (* 3. August 1946 in Baden-Baden) ist ein französischer Schauspieler.

## Leben
Nach kleinen Rollen in Filmen von Jean-Luc Godard (Zwei oder drei Dinge, die ich von ihr weiß, Weekend) wurde Beneyton als zentraler Held von Marcel Carnés Wie junge Wölfe 1968 zum Star. André Téchiné (Paulina haut ab) und Marco Bellocchio (Im Namen des Vaters) machten ihn als Hauptdarsteller ihrer Filme zum Star des 1970er-Autorenkinos. Neben sanften Helden spielte er 1974 die Hauptrolle des Psychopathen in Der Rücksichtslose. Auch in Deutschland war er mitunter an erster Stelle der Besetzungslisten, so in Peter Patzaks Zerschossene Träume; als bisexueller Polizist ist er das Lustobjekt von Raymond Pellegrin und Carroll Baker.
Bereits 1975 spielte er mit Isabelle Huppert in Die große Ekstase, doch beider Durchbruch erfolgte weltweit mit Die Spitzenklöpplerin von Claude Goretta. Dem deutschen Fernsehpublikum ist er vor allem als schwärmerisch in Claude Jade verliebter Philippe Maroux in der Serie Die Insel der dreißig Tode bekannt.
Yves Beneyton ist ein Enkel des kanadisch-amerikanischen Bildhauers Cecil de Blaquiere Howard.

## Filmografie (Auswahl)
- 1967: Wie junge Wölfe (Les jeunes loups)
- 1969: Amour Fou (L’Amour fou)
- 1971: Paulina haut ab (Pauline s’en va)
- 1972: Im Namen des Vaters (Nel nome del padre)
- 1974: Der Rücksichtslose (Par le sang des autres)
- 1975: Die große Ekstase (Le grand délire)
- 1975: Zerschossene Träume (L’appât)
- 1976: Drei Wege zum See
- 1977: Die Spitzenklöpplerin (La dentellière)
- 1977: Im Dienste eines Monsters (Il mostro)
- 1977: Wie es Gott gefällt (Au plaisir de Dieu, Fernsehserie)
- 1979: Die Insel der dreißig Tode (L’île aux trente cercueils) (Fernsehserie)
- 1981: Die Stunde des Siegers (Chariots of Fire)
- 1982: Die Kartause von Parma (La certosa di Parma) (Fernsehserie)
- 1983: Der Mörder in unserer Mitte (Le tueuer est parmi nous)
- 1985: Liebesbriefe an einen Unbekannten (Letters to an Unknown Lover) (Fernsehfilm)
- 1988: Der Kuß des Tigers
- 1990: Haute Tension: Mord auf Bestellung (La mort en dédiace) (Fernsehfilm)
- 1991: Fortsetzung Mord (Suite en noir) (Fernsehfilm)
- 1996–1998: Une femme d’honneur (Fernsehserie, sieben Folgen)
- 1998: Nestor Burmas Abenteuer in Paris (Nestor Burma) (Fernsehserie, eine Folge)
- 1999: Das schnelle Geld – Die Nick-Leeson-Story (Rogue Trader)